# TNFSF8
TNFSF8 (англ. TNF superfamily member 8) – білок, який кодується однойменним геном, розташованим у людей на 9-й хромосомі. Довжина поліпептидного ланцюга білка становить 234 амінокислот, а молекулярна маса — 26 017.
| 10         |  | 20         |  | 30         |  | 40         |  | 50         |
| ---------- |  | ---------- |  | ---------- |  | ---------- |  | ---------- |
| MDPGLQQALN |  | GMAPPGDTAM |  | HVPAGSVASH |  | LGTTSRSYFY |  | LTTATLALCL |
| VFTVATIMVL |  | VVQRTDSIPN |  | SPDNVPLKGG |  | NCSEDLLCIL |  | KRAPFKKSWA |
| YLQVAKHLNK |  | TKLSWNKDGI |  | LHGVRYQDGN |  | LVIQFPGLYF |  | IICQLQFLVQ |
| CPNNSVDLKL |  | ELLINKHIKK |  | QALVTVCESG |  | MQTKHVYQNL |  | SQFLLDYLQV |
| NTTISVNVDT |  | FQYIDTSTFP |  | LENVLSIFLY |  | SNSD       |  |            |

A: Аланін

C: Цистеїн

D: Аспарагінова кислота

E: Глутамінова кислота

F: Фенілаланін

G: Гліцин

H: Гістидин

I: Ізолейцин

K: Лізин

L: Лейцин

M: Метіонін

N: Аспарагін

P: Пролін

Q: Глутамін

R: Аргінін

S: Серин

T: Треонін

V: Валін

W: Триптофан

Кодований геном білок за функцією належить до цитокінів. 
Локалізований у мембрані.